# Institutes de Gaius
 (octobre 2013).
Ne doit pas être confondu avec Corpus iuris civilis.

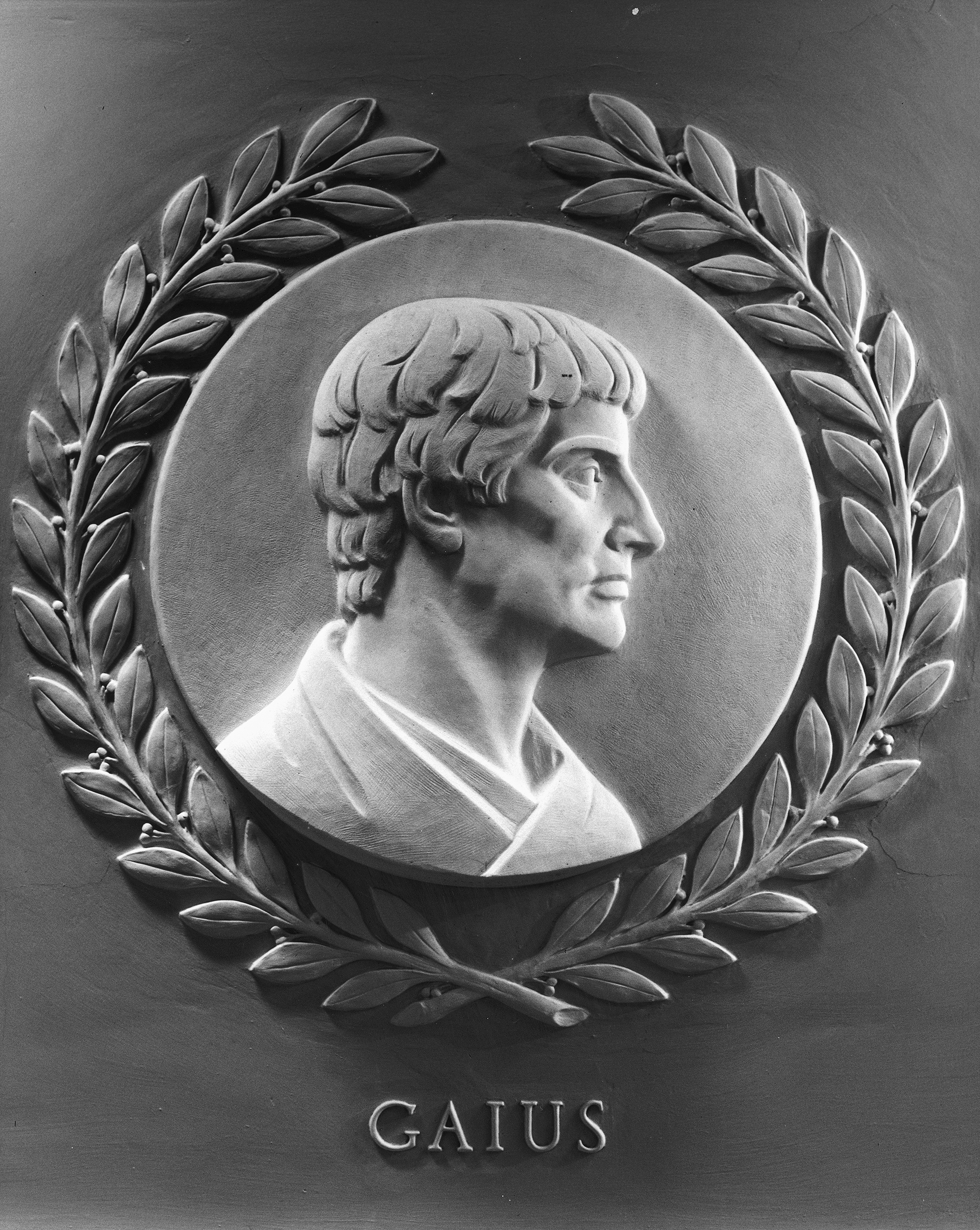
Portrait de Gaïus, bas relief de la Chambre des représentants des États-Unis au Capitole.

Les Institutes de Gaïus sont un ensemble d'anciens manuels de droit romain regroupant l'enseignement du juriste Gaïus, vers 161 apr. J.-C., et divisés en quatre livres traitant du droit des personnes, des biens, des obligations et des actions en justice. 
Les Institutes de Gaïus, qui ont été redécouverts seulement en 1816, sont essentiels pour la compréhension du système juridique de la Rome antique, déjà fortement modifié lorsque le Code de Justinien a été écrit au VIe siècle. Il éclaire en particulier le « système des formules » et son évolution. 

## Historique
Gaïus était un professeur de droit, originaire de l’Est de l’Empire romain où la langue courante était le grec. Il a vécu au milieu du IIe siècle, entre l’an 120 et l'an 180, sous le règne de l’empereur Hadrien.  Il va professer un cours magistral théorique oral, dont on a gardé une trace écrite appelée les Institutes. Cet enseignement de Gaius a immédiatement un grand retentissement par sa grande clarté méthodologique d'une part, et surtout par le fait qu'il présente le droit comme un système complet et intellectuellement cohérent, ce qui constitue une innovation. 
On trouve des traces de son enseignement à Beyrouth, et l’empereur Justinien va intégrer de très nombreux extraits de l'institutes dans son Digeste. De plus, Justinien va déclarer qu’il s’inspire de Gaius lorsque, à son tour, il va promulguer des Institutes officiels en l’an 533. 
Pourtant le manuscrit complet des Institutes de Gaius semblait avoir été perdu à la suite de la chute de l’Empire romain. Il va finalement être redécouvert en 1816, à Vérone en Italie, sous la forme d’un palimpseste (c'est-à-dire un document qui a été réemployé par grattage d’un texte primitif pour lui substituer un texte nouveau). En pareil cas, le premier texte ne disparaît pas complètement, et il en reste des traces par transparence. Les Institutes de Gaius se trouvaient dissimulés sous un texte religieux du Moyen Âge. Ce palimpseste ne peut plus être étudié aujourd'hui, car les produits chimiques utilisés au XIXe siècle pour effacer le texte religieux et retrouver le texte de Gaius a également effacé le texte de Gaïus au fil des années.

## Le contenu
Gaius est le fondateur de la science juridique dans la mesure où il commence par définir les concepts fondamentaux du droit avant d'énoncer des principes juridiques.
En premier lieu, il va distinguer entre droit civil et « droit des  gens ». Le droit civil, c’est « le droit que chaque peuple s’est donné à lui-même et qui est propre à la cité ». Le droit des gens, « c’est le droit commun à l’ensemble du genre humain et il est établi entre tous les hommes par la raison naturelle et est observé de façon semblable chez tous les peuples. »
En second lieu, Gaius va structurer chaque catégorie du droit civil en différentes sous catégories logiquement organisées. Les institutes' se composent en effet de quatre livres structurés selon un plan logique :
- le premier livre traite des personnes et de leurs différents statuts au regard de la loi (la liberté, la sujétion, la protection). Il répartit les personnes en deux parties, 
  - d’une part il y a les « individus autonomes » qui comprend ceux qui sont libres, par leur naissance (les ingénus) ou par affranchissement (ancien esclave), et ceux juridiquement libres mais dont l’autonomie est réduite par le système de la tutelle (enfants) ou de la curatelle (individus qui se mettent en danger, les « furieux » et les prodigues qui dépensent sans compter)
  - de l’autre les « individus soumis au droit d’autrui » qui comprend les individus en « puissance d'autrui » (esclaves, enfants légitimes, biologiques ou adoptifs), les individus en « main d'autrui » et les individus en « main-prise ».

- le second traite des choses et des droits que l'on peut acquérir sur elles (modalité de la propriété, mutation de propriété par vente ou par le biais de testaments,

- le troisième concerne les obligations (contractuelles et délictuelles) ainsi que des successions en cas de décès ab intestat (sans testament),

- le quatrième enfin traite des actions en justice et de certaines très anciennes procédures juridiques qui n'apparaissent plus dans les Institutes (pourtant largement compilés à partir de ceux de Gaïus).

Au long des siècles, les juristes ne vont guère s’éloigner du plan adopté par Gaius en matière de droit civil. Ainsi, ce plan a été fidèlement suivi par Justinien dans ses Institutes publiées en 533 et le plan suivi par le code civil français, dont la structure n’a pas été remise en cause depuis 1804, est structuré de manière très similaire.